# 石敬殷
石敬殷（？—936年），后晋宗室，是石敬瑭的弟弟，但史书不明是否是亲弟弟。
清泰三年（936年）石敬瑭在太原起兵时，石敬殷为彰圣指挥使。被李从珂诛杀。天福元年（936年）十二月十六庚子，石敬瑭为皇弟石敬殷、沂州指挥使石敬德、检校太子宾客石敬友于长春殿举哀。天福二年（937年）正月初四丁巳，石敬殷加赠为检校太子宾客、太傅。天福七年（942年）正月，加赠太尉，追封通王。晋出帝石重贵天福八年（943年）五月丁亥，石重贵加赠皇叔太尉、通王石敬殷为太师。